# اوک‌ویل (میزوری)
اوک‌ویل (به انگلیسی: Oakville) شهری در شهرستان سنت لوئیس ایالت میزوری است که جمعیت آن در سرشماری سال ۲۰۱۰ میلادی ۳۶٫۱۴۳ نفر بوده است.